# José Lenoir
Pour les articles homonymes, voir Lenoir.
José Lenoir, né le 6 octobre 1976 à Boulogne-sur-Mer, est un céiste français.
Il compte sept titres de champion de France sur 500 mètres, en C4, C1 et C2.
Il participe aux courses en canoë biplace de 500 et 1 000 m avec Yannick Lavigne aux Jeux olympiques d'été de 2004, étant éliminé à chaque fois en demi-finales.